# حفره (زیست‌شناسی)
حفره (به انگلیسی: locule) (در زبان لاتین به‌معنی جای کوچک) یک سوراخ کوچک یا بخش کوچک در درون یک اندام یا ارگانیسم (جاندار، گیاه، یا قارچ) است.
در بازدانگان (گیاهان گلدار)، کلمهٔ حفره معمولاً به بخشی در یک تخمدان (مجموعهٔ مادگی یا برچه) گل یا میوه اشاره می‌کند. بسته به تعداد حفره‌ها، میوه را می‌توان به یک‌حفره‌ای، دوحفره‌ای، سه‌حفره‌ای و چندحفره‌ای طبقه‌بندی کرد. تعداد حفره‌هایی که در مجموعهٔ مادگی هستند، ممکن است با تعداد برچه مساوی یا از آن کمتر باشد. در حفره‌ها تخمک‌ها یا تخم‌ها وجود دارند.
کلمهٔ «حفره» ممکن است به بخش‌هایی درون بساک هم، که محتوی گرده است، اشاره کند.
در قارچ‌های فنجانی، یک گروه از قارچ‌های کیسه‌ای حفره‌ها بخش‌هایی شبیه آسکوکارپ هستند، اما بیش از آنکه یک ساختار از پیش تشکیل‌یافته باشد، گودی‌ای از طرف بافت میزبان به بیرون است.